# Anwar Jassam
Anwar Jassam (en árabe: أنور جسام‎; Bagdad, 1947 - 16 de septiembre de 2024) fue un futbolista y entrenador de fútbol irakí que jugó en la posición de defensa.

## Carrera

### Jugador
Jugó toda su carrera con el Sikak Al-Hadeed de 1965 a 1971 y fue campeón regional en 1971.

### Entrenador
| Periodo   | Club            |
| --------- | --------------- |
| 1971–1975 | Sikak Al-Hadeed |
| 1978-1985 | Al-Zawraa       |
| 1980      | Irak            |
| 1985      | Irak            |
| 1988-1989 | Al-Naft         |
| 1989      | Irak sub-20     |
| 1989-1990 | Irak            |
| 1991-1992 | Al-Naft         |
| 1992-1993 | Al-Zawraa       |
| 1995-1996 | Irak            |
| 1997      | Al-Wehdat SC    |
| 2000–2001 | Al-Talaba       |

## Logros

### Jugador
- Iraq Central FA Fourth Division (1): 1970-71

### Entrenador
- Liga Premier de Irak (1): 1978-79
- Copa de Irak (5): 1975-76, 1978-79, 1980–81, 1981-82, 1992-93